# María la del Barrio
María la del Barrio er en mexicansk tv-serie fra 1995. Hovedrollerne spilles af henholdsvis Thalía (María Hernández Rojas de la Vega) og Fernando Colunga (Luis Fernando de la Vega Montenegro).